# Aquaman e il regno perduto
Aquaman e il regno perduto (Aquaman and the Lost Kingdom) è un film del 2023, diretto e co-prodotto da James Wan.
Basato sul personaggio di Aquaman di DC Comics, è il 15º e ultimo film del DC Extended Universe (DCEU) e sequel di Aquaman (2018).

## Trama
Diversi anni dopo essere diventato re di Atlantide, Arthur Curry ha sposato Mera e ha avuto un figlio, Arthur Jr., dividendo la sua vita tra terra e mare per impedire nuove guerre, ma il ruolo di sovrano gli appare noioso, al contrario di combattere pirati e criminali. Nel frattempo, il perfido pirata David Kane, alias Black Manta, continua a cercare vendetta contro Arthur per la morte di suo padre Jesse, lavorando con il brillante biologo marino Stephen Shin per trovare artefatti di Atlantide con un esercito di mercenari. La squadra rinviene in Antartide delle rovine, dove si trova un misterioso tridente nero che possiede immediatamente Kane; lo spirito del creatore del tridente gli promette di dargli il potere di distruggere Arthur.
Cinque mesi dopo, Black Manta attacca Atlantide grazie alla tecnologia recuperata in Antartide e irrompe nelle sue riserve di oricalco (un materiale pericoloso un tempo usato come fonte di energia) per rifornirsi di combustibile utile ad alimentare le macchine atlantidee elaborate da Shin. Durante gli scontri, Mera viene ferita e Arthur interviene, ma, grazie al cannone sonico del sottomarino di Kane, gli invasori riescono a fuggire. Atlanna rivela al figlio l'impiego dell'oricalco, che emette elevate quantità di gas serra, il quale non solo ha aumentato le temperature planetarie e causato condizioni meteorologiche estreme, acidificazione degli oceani e malattie al popolo di Atlantide, ma ha quasi causato l'estinzione planetaria quando fu utilizzato da un antico regno ormai perduto; scoprono infatti che David ha attaccato in questi mesi tutti i depositi dove gli Atlantidei lo avevano nascosto perché ritenuto troppo pericoloso da distruggere, riuscendo a rubarne in abbondanza. Per scoprire dove si nasconde David, Arthur fa evadere di prigione il suo fratellastro Orm, grazie al polpo Tapo. I due incontrano il signore del crimine Kingfish, che fornisce informazioni che portano a un'isola vulcanica nel Pacifico meridionale.
Mentre sono sull'isola, i fratelli scoprono che l'oricalco ha trasformato la flora e la fauna locali, costringendo i due a una breve lotta per la sopravvivenza. Dentro al vulcano Arthur e Orm affrontano David, armato del tridente nero, durante lo scontro Orm entra in contatto con il tridente, scoprendo le sue origini. Le truppe di Nereus (avvisate da Tapo) attaccano l'isola distruggendo il vulcano, ma David e i mercenari sopravvissuti riescono a fuggire, lasciando Arthur imprigionato da un enorme masso, il quale riesce a liberarsi grazie al tempestivo arrivo di Mera. Dopo la battaglia, Orm rivela ad Arthur e agli altri la sua scoperta: secoli fa esisteva un settimo regno di Atlantide noto come Necrus, comandato dal malvagio re Kordax, fratellastro di re Atlan, il quale sfruttò l'oricalco per rendere il suo regno una grande potenza superiore a tutte, al costo però di avvelenare i mari, la terra e la mente dello stesso Kordax. Atlan implorò suo fratello di smettere di usare l'oricalco prima che il danno fosse irreparabile, ma nella sua follia Kordax pensò che Atlan stesse cercando di rubare il potere di Necrus. Così ricorse alla magia oscura per creare il tridente nero e lo usò per trasformare la gente di Necrus e se stesso in mostri. I fratelli entrarono in guerra, ma Kordax fu sconfitto da Atlan, che imprigionò lui e tutto Necrus nel ghiaccio con la magia del sangue. Rendendosi conto che il sangue di un qualsiasi discendente di Atlan potrebbe liberare Kordax, Arthur con Mera, Atlanna e Orm si dirigono verso Amnesty Bay, dove scoprono che Black Manta ha ferito Thomas Curry, il padre di Arthur, e rapito Arthur Jr. Gli Atlantidei, con l'aiuto di un redento Shin, determinano che la prigione di Kordax si trova in Antartide.
Arthur, grazie agli animali marini e i loro sonar, riesce a sovraccaricare il cannone del sottomarino di Kane e distruggerlo, ma Kane e Shin sono sbarcati con Jr. A Necrus, mentre gli Atlantidei lottano contro la sua popolazione mostruosa, Arthur combatte David per impedirgli di ferire Arthur Jr.; mentre David sta per uccidere Arthur, Mera arriva e lo salva. Durante la lotta, Orm afferra il tridente nero per salvare Mera e il bambino, e lo spirito di Kordax lascia David per entrare in lui, che combatte Arthur e usa il suo sangue per sciogliere il ghiaccio, liberando Kordax. Arthur riesce a far rinsavire il fratello e lancia il tridente nero a Kordax, che lo prende a mezz'aria, per poi lanciare il suo tridente dorato per distruggere entrambi. Con la magia di Kordax che svanisce, Necrus inizia a crollare, e gli abitanti muoiono, mentre David pende da una fessura, rifiuta l'aiuto di Arthur e si getta giù dalla scogliera fino alla morte. Gli Atlantidei e Shin riescono a fuggire e Arthur e Mera decidono di lasciare andare Orm e dire al resto di Atlantide che è morto in battaglia a condizione che rimanga nascosto; prima di andarsene, Orm accetta Arthur come suo re. Credendo che l'unificazione della terra e del mare sia necessaria, Arthur rivela l'esistenza di Atlantide attraverso un annuncio alle Nazioni Unite e dichiara le sue intenzioni di rendere il regno uno stato membro, per salvare il pianeta.
In una scena a metà dei titoli di coda, Orm trasferitosi sulla terra, sta consumando un cheeseburger in un ristorante, quando nota uno scarafaggio sul suo tavolo. Memore di una discussione con Arthur, in cui quest'ultimo afferma che gli scarafaggi sono i "gamberi di terra", Orm afferra l'insetto e lo infila nel suo panino, per poi riprendere a mangiare.

## Personaggi
- Arthur Curry / Aquaman, interpretato da Jason Momoa: il re di Atlantide metà atlantideo e metà umano che può nuotare a velocità supersoniche e evocare e comandare la vita acquatica[2] ed è il padre di Arthur Jr. con Mera.[3]
- Orm Marius, interpretato da Patrick Wilson: fratellastro atlantideo di Artù ed ex re di Atlantide che viene privato del suo titolo di Padrone dell'Oceano. Viene imprigionato nel deserto del Sahara dalla tribù dei Disertori per aver assassinato il Re Pescatore, con una riserva d'acqua limitata per smorzare i suoi poteri, facendogli assumere un aspetto scarno e trasandato. Orm viene liberato dalla prigione e reclutato da Arthur per aiutare a trovare e sconfiggere Black Manta.[4][5][6]
- Mera, interpretata da Amber Heard: la regina di Atlantide ed ex principessa di Xebel, moglie di Arthur e madre di Arthur Jr., e figlia di re Nereus che può controllare l'acqua.[7][8][9] Il personaggio viene ferito all'inizio del film e si riprende per gran parte dei suoi eventi, prima di unirsi ad Aquaman, Orm e Atlanna nel loro viaggio per sconfiggere Black Manta. A causa dei precedenti legali con l'ex marito Johnny Depp, molte delle scene di Heard sono state tagliate durante le riprese.[10]
- David Kane / Black Manta, interpretato da Yahya Abdul-Mateen II: spietato cacciatore di tesori e mercenario, antagonista di Aquaman. ha un talento di cercare qualsiasi tesoro di valore per prendere una piega più oscura.
- Thomas Curry, interpretato da Temuera Morrison: guardiano del faro di Amnesty Bay e padre umano di Arthur.
- Re Nereus, interpretato da Dolph Lundgren: re della nazione sottomarina di Xebel e padre di Mera.
- Regina Atlanna, interpretata da Nicole Kidman: madre di Arthur Curry e Orm e regina di Atlantide.
- Dottor Stephen Shin, interpretato da Randall Park: biologo marino, ossessionato dall'idea di trovare la leggendaria città di Atlantide, un'aiutante di Black Manta e un fan di Aquaman.
- re dei Brine, interpretato fisicamente da Andrew Crawford: re dei Brine, uno dei sette regni di Atlantide.

## Produzione

### Sviluppo
A ottobre del 2018, prima ancora dell'uscita del primo film, James Wan e Jason Momoa dichiararono che avevano già idee per un possibile sequel.
A gennaio 2019, Warner Bros. confermò il sequel con Wan alla regia. Il mese successivo, David Leslie Johnson-McGoldrick, co-sceneggiatore del primo film, venne confermato come sceneggiatore. A marzo 2019, Safran dichiarò che il film avrebbe esplorato gli altri sette regni di Atlantide. Jason Momoa propose il soggetto per questo secondo film, cosa che Warner Bros. accolse positivamente.

### Pre-produzione
Patrick Wilson e Yahya Abdul-Mateen II ripresero i loro rispettivi ruoli di Orm Marius / Ocean Master e David Kane / Black Manta. La produzione fu fissata per l'estate del 2021. A giugno del 2021, venne rivelato il titolo del film, ovvero Aquaman e il regno perduto (Aquaman and the Lost Kingdom).
Il budget del film è stato di 205 milioni di dollari.

### Riprese
Le riprese iniziarono il 28 giugno 2021 e terminarono il 9 dicembre 2021.

## Promozione
Il primo teaser trailer del film è stato diffuso l'11 settembre 2023, mentre il trailer esteso il 14 settembre seguente.

## Distribuzione
Inizialmente previsto per il 16 dicembre 2022, è stato distribuito nelle sale cinematografiche italiane a partire dal 20 dicembre 2023, mentre negli Stati Uniti dal 22 dicembre dello stesso anno.

## Accoglienza

### Incassi
A fronte di un budget di 205 milioni di dollari, il film ha incassato 124481226 $ in Nord America e 315700000 $ nel resto del mondo, per un totale di 440181226 $. In Italia ha incassato 5823811 €.

### Critica
Il film ha ricevuto recensioni miste da parte della critica, tendenzialmente negative. Sull'aggregatore di recensioni Rotten Tomatoes ha un indice di gradimento del 33% basato su 212 recensioni, con un voto medio di 4,9 su 10. Su Metacritic ottiene un punteggio di 42 su 100 basato su 43 recensioni.

## Riconoscimenti
- 2024 – People's Choice Award[27]
  - Candidatura per la star d'azione dell'anno a Jason Momoa